# Dendrophidion atlantica
Espèce
Dendrophidion atlantica est une espèce de serpents de la famille des Colubridae.

## Répartition
Cette espèce est endémique de l’État d'Alagoas dans le Nord-est du Brésil.

## Étymologie
Son nom d'espèce lui a été donné en référence à sa répartition géographique située dans les forêts humides bordant l'Atlantique, alors que les autres espèces sud-américaines de ce genre se rencontrent du côté Pacifique.

## Publication originale
- Freire, Caramaschi & Gonçalves, 2010 : A new species of Dendrophidion (Serpentes: Colubridae) from the Atlantic Rain Forest of Northeastern Brazil. Zootaxa, vol. 2719, p. 62–68 (introduction).